# Изачић
Изачић је насељено место у граду Бихаћу, Федерација Босне и Херцеговине, БиХ.

## Географски положај
Насеље се налази у подножју Пљешивице, 11 км северозападно од Бихаћа. Лежи на граници са Ликом у Хрватској.

## Историја
Изаћић се раније звао Беришић, а затим Дол. У бизини се налазе рушевине средњовековног града, који је добио име по хрватској властели Изачићима, господарима града. Они се ту први пут помињу 1501. године. Изачићи су били значајна тврђава у том делу земље, а од 1537. у њој је била смештена стална војничка посада. Турци су га више пута опседали и коначно га заузели 1592. и претворили у граничну тврђаву Босанског пашалука. У каснијим турско-аустријским ратовима често је страдао, последњи пут 1836.

## Становништво
| Националност       | 1991.          | 1981.          | 1971.        |
| Муслимани          | 1.189 (97,86%) | 1.016 (97,50%) | 961 (97,96%) |
| Срби               | 7 (0,57%)      | 13 (1,24%)     | 15 (1,52%)   |
| Хрвати             | 2 (0,16%)      | 0              | 1 (0,10%)    |
| Југословени        | 7 (0,57%)      | 10 (0,95%)     | 1 (0,10%)    |
| остали и непознато | 10 (0,82%)     | 3 (0,28%)      | 3 (0,30%)    |
| Укупно             | 1.215          | 1.042          | 981          |